# Liste der Städte und Gemeinden in Finnland
In Finnland gibt es 308 Gemeinden, von denen 107 Städte sind (Stand: 2025). In der folgenden Übersicht angegeben ist der Name in der jeweiligen Mehrheitssprache der Gemeinde. Die Städte sind in der Liste durch Fettschrift hervorgehoben. 

## A
Äänekoski - Ähtäri - Akaa - Alajärvi - Alavieska - Alavus - Asikkala - Askola - Aura

## B
Brändö

## E
Eckerö - Enonkoski - Enontekiö - Espoo - Eura - Eurajoki - Evijärvi

## F
Finström - Föglö - Forssa

## G
Geta

## H
Haapajärvi - Haapavesi - Hailuoto - Halsua - Hämeenkyrö - Hämeenlinna - Hamina - Hammarland - Hankasalmi - Hanko - Harjavalta - Hartola - Hattula - Hausjärvi - Heinävesi - Heinola -  Helsinki - Hirvensalmi - Hollola - Huittinen - Humppila - Hyrynsalmi - Hyvinkää

## I
Ii - Iisalmi - Iitti - Ikaalinen - Ilmajoki - Ilomantsi - Imatra- Inari - Ingå - Isojoki - Isokyrö

## J
Jakobstad -  Jämijärvi - Jämsä - Janakkala - Järvenpää - Joensuu - Jokioinen - Jomala - Joroinen - Joutsa - Juuka - Juupajoki - Juva - Jyväskylä

## K
Kaarina - Kaavi - Kajaani - Kalajoki - Kangasala - Kangasniemi - Kankaanpää - Kannonkoski - Kannus - Karijoki - Karkkila - Kärkölä - Kärsämäki - Karstula - Karvia - Kaskinen - Kauhajoki - Kauhava - Kauniainen - Kaustinen - Keitele - Kemi - Kemijärvi - Keminmaa - Kempele - Kerava - Keuruu - Kihniö - Kimitoön - Kinnula - Kirkkonummi - Kitee - Kittilä - Kiuruvesi - Kivijärvi - Kökar - Kokemäki - Kokkola - Kolari - Konnevesi - Kontiolahti - Korsholm - Korsnäs - Koski Tl - Kotka - Kouvola - Kristinestad - Kronoby - Kuhmo - Kuhmoinen - Kumlinge - Kuopio - Kuortane - Kurikka - Kustavi - Kuusamo - Kyyjärvi

## L
Lahti - Laihia - Laitila - Lapinjärvi - Lapinlahti - Lappajärvi - Lappeenranta - Lapua - Larsmo - Laukaa - Lemi - Lemland - Lempäälä - Leppävirta - Lestijärvi - Lieksa - Lieto - Liminka - Liperi - Lohja - Loimaa - Loppi - Loviisa - Luhanka - Lumijoki - Lumparland - Luumäki

## M
Malax - Mäntsälä - Mänttä-Vilppula - Mäntyharju - Mariehamn -  Marttila - Masku - Merijärvi - Merikarvia - Miehikkälä - Mikkeli - Muhos - Multia - Muonio - Muurame - Mynämäki - Myrskylä

## N
Naantali - Nakkila - Närpes - Nivala - Nokia - Nousiainen - Nurmes - Nurmijärvi - Nykarleby

## O
Orimattila - Oripää - Orivesi - Oulainen - Oulu - Outokumpu

## P
Padasjoki - Paimio - Pälkäne - Paltamo - Pargas - Parikkala - Parkano - Pedersöre - Pelkosenniemi - Pello - Perho - Petäjävesi - Pieksämäki - Pielavesi - Pihtipudas - Pirkkala - Polvijärvi - Pomarkku - Pori - Pornainen - Porvoo - Posio - Pöytyä - Pudasjärvi - Pukkila - Punkalaidun - Puolanka - Puumala - Pyhtää - Pyhäjoki - Pyhäjärvi - Pyhäntä - Pyhäranta

## R
Raahe - Rääkkylä - Raisio - Rantasalmi - Ranua - Raseborg – Rauma - Rautalampi - Rautavaara - Rautjärvi - Reisjärvi - Riihimäki - Ristijärvi - Rovaniemi - Ruokolahti - Ruovesi - Rusko

## S
Saarijärvi - Säkylä - Salla - Salo - Saltvik - Sastamala - Sauvo - Savitaipale - Savonlinna - Savukoski - Seinäjoki - Sievi - Siikainen - Siikajoki - Siikalatva - Siilinjärvi - Simo - Sipoo - Siuntio - Sodankylä - Soini - Somero - Sonkajärvi - Sotkamo - Sottunga - Sulkava - Sund - Suomussalmi - Suonenjoki - Sysmä

## T
Taipalsaari - Taivalkoski - Taivassalo - Tammela - Tampere - Tervo - Tervola - Teuva - Tohmajärvi - Toholampi - Toivakka - Tornio - Turku - Tuusniemi - Tuusula - Tyrnävä

## U
Ulvila - Urjala - Utajärvi - Utsjoki - Uurainen - Uusikaupunki

## V
Vaala - Vaasa - Valkeakoski - Vantaa - Vårdö - Varkaus  - Vehmaa - Vesanto - Vesilahti - Veteli - Vieremä - Vihti - Viitasaari - Vimpeli - Virolahti - Virrat - Vörå

## Y
Ylitornio - Ylivieska - Ylöjärvi - Ypäjä